# يوسف أوزتورك
يوسف أوزتورك (بالتركية: Yusuf Öztürk)‏ (مواليد 1 أغسطس 1973) هو ملاكم تركي، مثّل بلاده في الألعاب الأولمبية الصيفية 1996.

## روابط خارجية
يوسف أوزتورك على موقع أوليمبيديا (الإنجليزية)